# Georg Pyttel
Georg Pyttel (* 2. Dezember 1938) ist ein ehemaliger deutscher Langstreckenläufer.

## Leben
1968 mit einer Zeit von 2:24:25 h und 1969 in 2:20:10 h konnte Georg Pyttel den Marathon in Wilhelmshaven gewinnen, lief bei den Deutschen Marathon-Meisterschaften 1969 ebenfalls in Wilhelmshaven ausgetragen aber mit 2:29:02 h nur auf den vierten Platz. Zudem wurde er 1969 in Bremerhaven mit 1:24:40 h Zweiter bei den Norddeutschen Meisterschaften im 25-km-Straßenlauf hinter Alfons Ida (1:24:20 h, VfL Wolfsburg), dem Deutschen Meister im 3000-Meter-Hindernislauf 1964. Schneller lief Georg Pyttel die 25 Kilometer beim Paderborner Osterlauf, wo er 1969 Vierter wurde in 1:20:38 h und sich 1970 mit 1:20:46 h als Fünfter platzieren konnte. Seine persönliche Marathon-Bestzeit von 2:17:44 h lief er am 25. April 1970 in Werther (nach Quelle ARRS in Künsebeck), konnte diese Leistung jedoch bei den Deutschen Marathon-Meisterschaften 1970 vier Monate später am 29. August in Passau mit einer Zeit von 2:28:49 h nicht bestätigen und landete wie bereits im Vorjahr auf dem vierten Platz.
1972 wurde Georg Pyttel im April in 2:24:08 h Achter beim Marathon in Werther, gewann im Mai mit einer Zeit von 2:26:55 h den Marathon in Husum, wurde im Juli in 2:31:27 h Vierter beim Internationalen Freundschaftsmarathon in Szeged (HUN) und im Oktober in persönlicher Jahresbestzeit von 2:21:15 h Fünfter bei den Deutschen Marathon-Meisterschaften 1972 in Dudenhofen. Beim DLV-Prüfungswettlauf in Werther 1973 sorgten hohe Temperaturen und heftiger Gegenwind zur Aufgabe zahlreicher Läufer, sodass der inzwischen 34-jährige Georg Pyttel mit einer Zeit von 2:33:28 h Zweiter hinter Jochen Schirmer (2:29:31 h, LC Bonn) wurde. Es folgte die Nominierung für den Länderkampf zwischen Westdeutschland, der Niederlande und der Schweiz, ausgetragen am 24. Juni 1973 in Bern (CHE), wo er im 30-km-Straßenlauf in 1:37:56 h auf den achten Platz lief. Georg Pyttel wurde als Kandidat für den Marathonlauf der Leichtathletik-Europameisterschaften 1974 gehandelt, jedoch nicht nominiert.
Weitere Siege erzielte Georg Pyttel 1973 und 1974 beim Sensenstein-Marathon, 1974 beim Silvesterlauf Kaufungen und 1978 beim Hessentags-Volkslauf in Hofgeismar anlässlich des 18. Hessentages mit den Spitzenläufern Udo Engelbrecht, Reiner Gutschank, Erich Kruzycki, August Blumensaat und Manfred Steffny unter den Teilnehmern.